# Јуејанг
Јуејанг (岳阳) град је Кини у покрајини Хунан. Према процени из 2009. у граду је живело 523.921 становника.

## Становништво
Према процени, у граду је 2009. живело 523.921 становника.
| 1990.   | 2000.   | 2009    |
| ------- | ------- | ------- |
| 335.490 | 518.856 | 523.921 |